# Pycreus oakfortensis
Pycreus oakfortensis är en halvgräsart som först beskrevs av Johann Otto Boeckeler och Charles Baron Clarke, och fick sitt nu gällande namn av Charles Baron Clarke. Pycreus oakfortensis ingår i släktet Pycreus och familjen halvgräs. Inga underarter finns listade i Catalogue of Life.